# Aeroportul Regional Safford
Aeroportul Regional Safford (IATA: SAD, ICAO: KSAD, FAA LID: SAD) este un aeroport din Arizona, Statele Unite ale Americii ce deservește zona Safford. Aeroportul a fost tranzitat în 2019 de 20 de pasageri. A fost numit după zona deservită.
Situat la o altitudine de 969 m, aeroportul dispune de 2 piste.

## Infrastructură

### Piste
Aeroportul dispune de 2 piste. Pista 12/30 are suprafața de asfalt și dimensiunile 6.006 picioare × 100 picioare. Pista 08/26 are suprafața de asfalt și dimensiunile 4.799 picioare × 75 picioare. 